# Безьник
Безьник (пол. Beźnik) — село в Польщі, у гміні Пшисуха Пшисуського повіту Мазовецького воєводства.
Населення — 223 особи (2011).
У 1975-1998 роках село належало до Радомського воєводства.

## Демографія
Демографічна структура станом на 31 березня 2011 року:
|          | Загалом | Допрацездатний вік | Працездатний вік | Постпрацездатний вік |
| -------- | ------- | ------------------ | ---------------- | -------------------- |
| Чоловіки | 118     | 28                 | 77               | 13                   |
| Жінки    | 105     | 15                 | 68               | 22                   |
| Разом    | 223     | 43                 | 145              | 35                   |